# خرسدر
خرسدر، روستایی از توابع بخش زاغه شهرستان خرم‌آباد در استان لرستان ایران است.

## جمعیت
این روستا در دهستان قائدرحمت قرار دارد و براساس سرشماری مرکز آمار ایران در سال ۱۳۸۵، جمعیت آن ۲۹۳نفر (۶۲خانوار) بوده‌است ساکنین این روستا از طایفه بیرانوند میباشند